# Regniowez

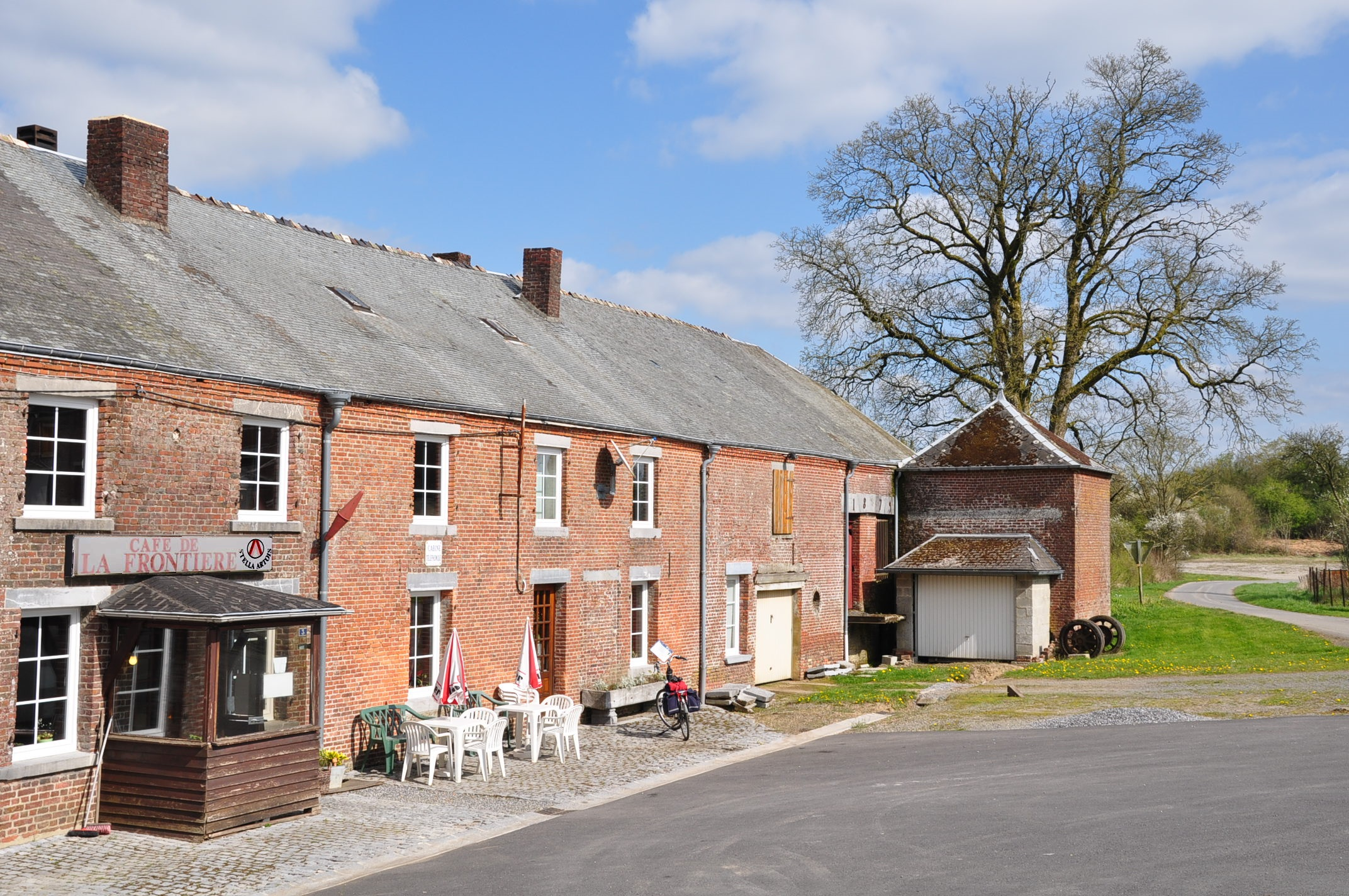
Cafè de la Frontera

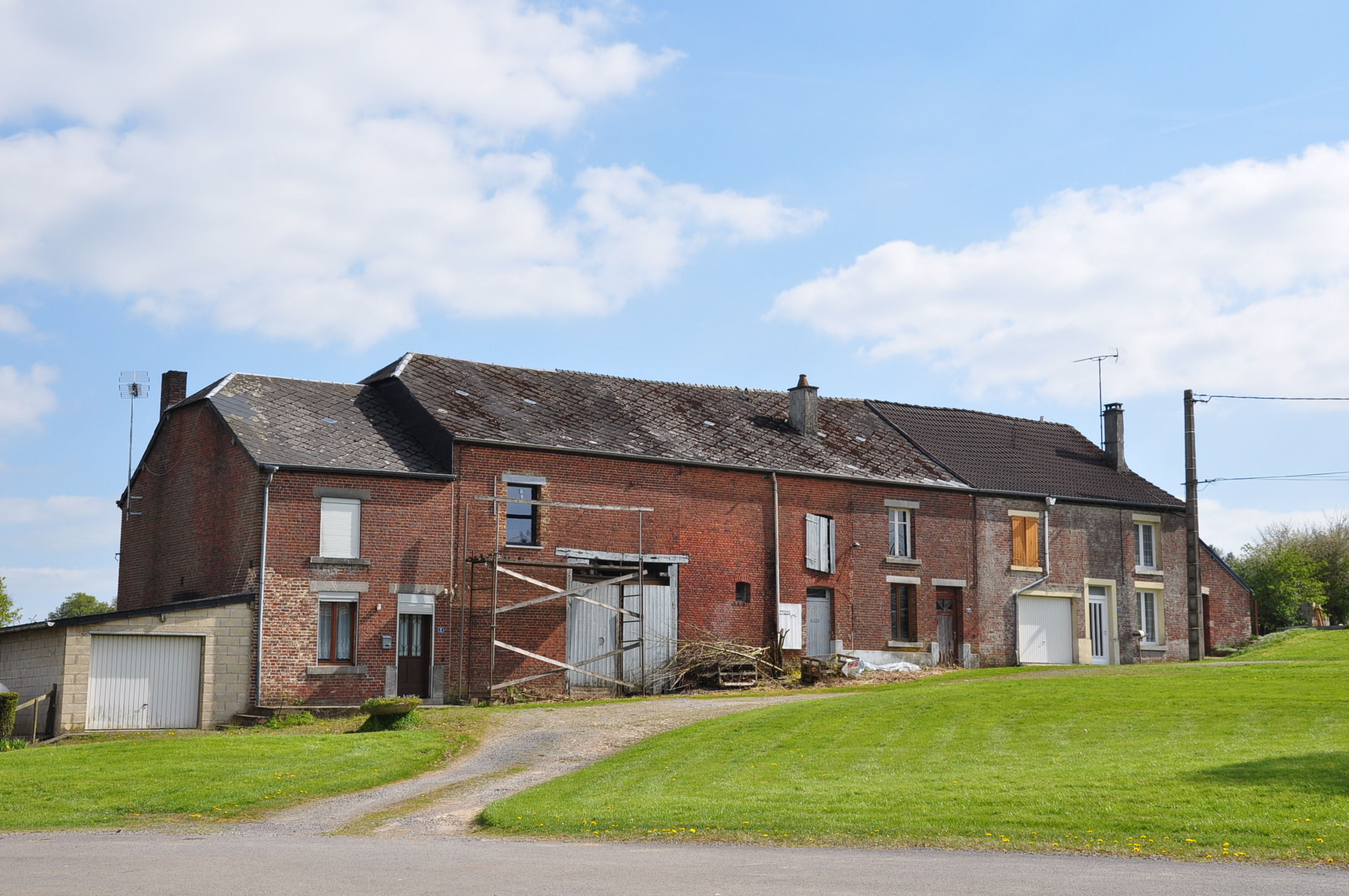
Una granja

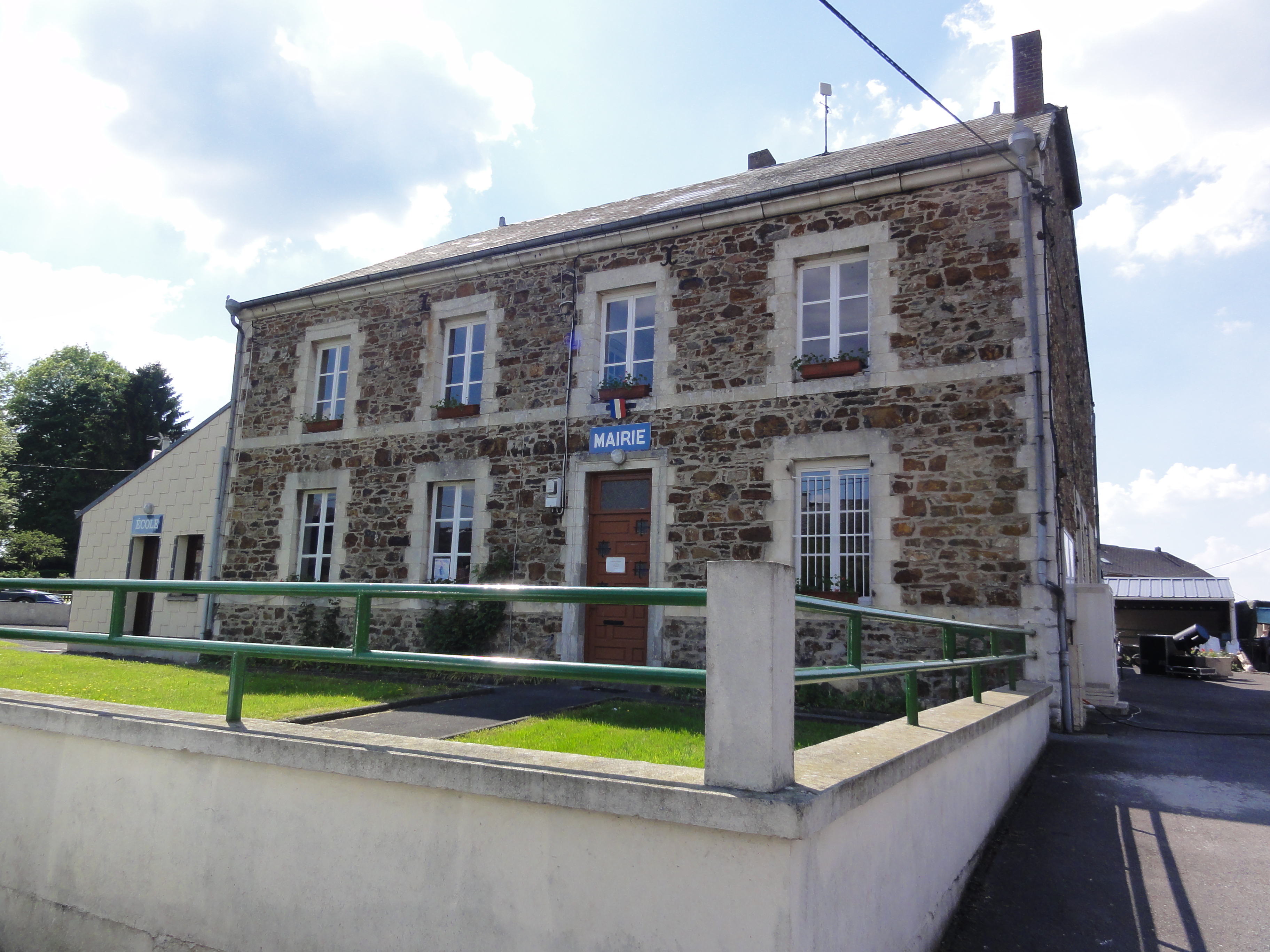
Ajuntament

Regniowez és un municipi francès situat al departament de les Ardenes i a la regió del Gran Est. L'any 2007 tenia 387 habitants.

## Demografia

### Població
El 2007 la població de fet de Regniowez era de 387 persones. Hi havia 156 famílies de les quals 44 eren unipersonals (24 homes vivint sols i 20 dones vivint soles), 44 parelles sense fills, 60 parelles amb fills i 8 famílies monoparentals amb fills.
La població ha evolucionat segons el següent gràfic:
Habitants censats

### Habitatges
El 2007 hi havia 178 habitatges, 157 eren l'habitatge principal de la família, 6 eren segones residències i 15 estaven desocupats. 158 eren cases i 20 eren apartaments. Dels 157 habitatges principals, 115 estaven ocupats pels seus propietaris, 35 estaven llogats i ocupats pels llogaters i 7 estaven cedits a títol gratuït; 7 tenien dues cambres, 18 en tenien tres, 31 en tenien quatre i 101 en tenien cinc o més. 133 habitatges disposaven pel capbaix d'una plaça de pàrquing. A 76 habitatges hi havia un automòbil i a 68 n'hi havia dos o més.

### Piràmide de població
La piràmide de població per edats i sexe el 2009 era:
| Homes | Edats   | Dones |
| ----- | ------- | ----- |
| 0     | 95 o +  | 4     |
| 0     | 90 a 94 | 0     |
| 0     | 85 a 89 | 0     |
| 4     | 80 a 84 | 0     |
| 8     | 75 a 79 | 0     |
| 4     | 70 a 74 | 8     |
| 20    | 65 a 69 | 24    |
| 12    | 60 a 64 | 4     |
| 20    | 55 a 59 | 8     |
| 20    | 50 a 54 | 20    |
| 0     | 45 a 49 | 4     |
| 12    | 40 a 44 | 8     |
| 16    | 35 a 39 | 4     |
| 24    | 30 a 34 | 16    |
| 20    | 25 a 29 | 8     |
| 12    | 20 a 24 | 12    |
| 8     | 15 a 19 | 0     |
| 12    | 10 a 14 | 4     |
| 20    | 5 a 9   | 12    |
| 12    | 0 a 4   | 20    |

## Economia
El 2007 la població en edat de treballar era de 238 persones, 179 eren actives i 59 eren inactives. De les 179 persones actives 158 estaven ocupades (84 homes i 74 dones) i 21 estaven aturades (8 homes i 13 dones). De les 59 persones inactives 22 estaven jubilades, 16 estaven estudiant i 21 estaven classificades com a «altres inactius».

### Ingressos
El 2009 a Regniowez hi havia 160 unitats fiscals que integraven 387 persones, la mediana anual d'ingressos fiscals per persona era de 17.292 €.

### Activitats econòmiques
Dels 7 establiments que hi havia el 2007, 1 era d'una empresa de fabricació d'altres productes industrials, 2 d'empreses de construcció, 3 d'empreses d'hostatgeria i restauració i 1 d'una empresa de serveis.
Dels 3 establiments de servei als particulars que hi havia el 2009, 1 era una autoescola, 1 paleta i 1 fusteria.
L'any 2000 a Regniowez hi havia 18 explotacions agrícoles que ocupaven un total de 990 hectàrees.

## Equipaments sanitaris i escolars
El 2009 hi havia una escola elemental.

## Poblacions més properes
El següent diagrama mostra les poblacions més properes.